# امور هنری
امور هنری یک فیلم کوتاه پویانمایی سنتی بریتانیایی-کانادایی محصول سال ۲۰۲۱ به کارگردانی جوانا کوین و نویسندگی لس میلز است. کوین در نقش صداپیشگی بورلی نیز نقش آفرینی می کند. این فیلم از فوریه ۲۰۲۱ در جشنواره‌های جهانی فیلم از جمله جشنواره کوتاه پالم اسپرینگز در ایالات متحده به نمایش درآمده است و برنده ۲۶ جایزه بین‌المللی از جمله جوایز جشنواره بین‌المللی فیلم کوتاه کلرمون فران و جشنواره بین‌المللی فیلم انیمیشن انسی شده است. این فیلم نامزد جایزه اسکار بهترین پویانمایی کوتاه برای نود و چهارمین دوره جوایز اسکار و نامزد جایزه بفتا برای بهترین انیمیشن کوتاه شده است.